# Glacier Lamplugh
Pour les articles homonymes, voir Lamplugh.

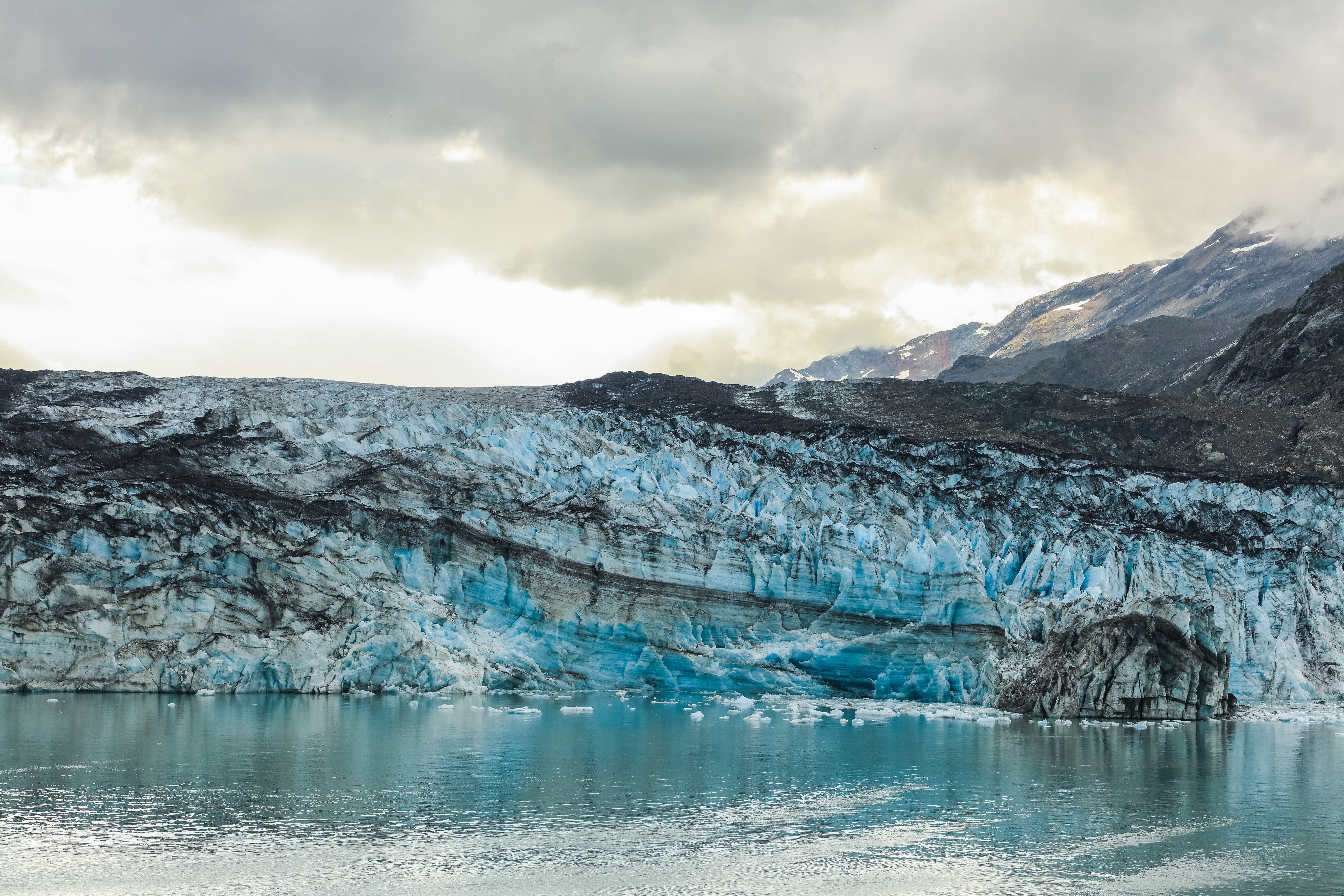
Autre vue du front glaciaire du glacier Lamplugh.

Le glacier Lamplugh est un glacier de 13 kilomètres de long situé dans le parc national de Glacier Bay, dans l'État américain de l'Alaska. Le glacier a été nommé par Lawrence Martin de l'Institut d'études géologiques des États-Unis vers 1912 en l'honneur du géologue anglais George William Lamplugh (1859–1926), qui avait visité Glacier Bay en 1884,.